# Giulio Savelli (cardinale)
Giulio Savelli (Roma, 1574 – Roma, 9 luglio 1644) è stato un cardinale e arcivescovo cattolico italiano.

## Biografia

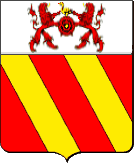
Stemma famiglia Savelli

Giulio, nacque a Roma in seno alla nobile e antica famiglia Savelli nel 1574. Era figlio di Bernardino Savelli, duca di Castel Gandolfo e di Lucrezia dei Conti dell'Anguillara.
Fu nominato cardinale il 2 dicembre del 1615 da papa Paolo V col titolo di Santa Sabina.
Fu titolare di Santa Maria in Trastevere dal 10 novembre 1636.
Morì il 9 luglio del 1644. Fu sepolto nella cappella di famiglia nella basilica di Santa Maria in Aracoeli a Roma.

## Genealogia episcopale e successione apostolica
La genealogia episcopale è:
- Cardinale Guillaume d'Estouteville, O.S.B.Clun.
- Papa Sisto IV
- Papa Giulio II
- Cardinale Raffaele Sansone Riario
- Papa Leone X
- Papa Paolo III
- Cardinale Francesco Pisani
- Cardinale Alfonso Gesualdo di Conza
- Papa Clemente VIII
- Papa Paolo V
- Cardinale Scipione Caffarelli-Borghese
- Cardinale Giulio Savelli

La successione apostolica è:
- Vescovo Cipriano Pavoni, O.S.B. (1619)
- Vescovo Francesco Nappi (1619)
- Vescovo Giovanni Luigi Galli (1622)
- Vescovo Fabrice de La Bourdaisière (1624)
- Vescovo Giuseppe della Corgna, O.P. (1626)
- Arcivescovo Tommaso Caracciolo, C.R. (1631)

## Albero genealogico
|                                                 |                                   |                            | Genitori                   |  |  | Nonni |  |  | Bisnonni                              |  |  | Trisnonni                             |  |
|                                                 |                                   |                            |                            |  |  |       |  |  | Giacomo Savelli, signore di Palombara |  |  | Mariano Savelli, signore di Palombara |  |
|                                                 |                                   |                            |                            |  |  |       |  |  | Giacomo Savelli, signore di Palombara |  |  | Mariano Savelli, signore di Palombara |  |
|                                                 |                                   | Servanzia del Balzo        |                            |  |  |       |  |  | Giacomo Savelli, signore di Palombara |  |  |                                       |  |
| Giovanni Battista Savelli, signore di Palombara |                                   |                            |                            |  |  |       |  |  | Giacomo Savelli, signore di Palombara |  |  |                                       |  |
|                                                 |                                   | Camilla Farnese            | Ranuccio Farnese           |  |  |       |  |  |                                       |  |  |                                       |  |
|                                                 |                                   | Camilla Farnese            | Ranuccio Farnese           |  |  |       |  |  |                                       |  |  |                                       |  |
|                                                 |                                   | Camilla Farnese            | Ippolita Pallavicino       |  |  |       |  |  |                                       |  |  |                                       |  |
| Bernardino Savelli, I duca di Castelgandolfo    |                                   | Camilla Farnese            |                            |  |  |       |  |  |                                       |  |  |                                       |  |
|                                                 |                                   | Ermes Bentivoglio          | Giovanni II Bentivoglio    |  |  |       |  |  |                                       |  |  |                                       |  |
|                                                 |                                   | Ermes Bentivoglio          | Giovanni II Bentivoglio    |  |  |       |  |  |                                       |  |  |                                       |  |
|                                                 |                                   | Ermes Bentivoglio          | Ginevra Sforza             |  |  |       |  |  |                                       |  |  |                                       |  |
| Costanza Bentivoglio                            |                                   | Ermes Bentivoglio          |                            |  |  |       |  |  |                                       |  |  |                                       |  |
|                                                 |                                   | Jacopa Orsini              | Giulio Orsini              |  |  |       |  |  |                                       |  |  |                                       |  |
|                                                 |                                   | Jacopa Orsini              | Giulio Orsini              |  |  |       |  |  |                                       |  |  |                                       |  |
|                                                 |                                   | Jacopa Orsini              | Margherita Conti           |  |  |       |  |  |                                       |  |  |                                       |  |
| Giulio Savelli                                  |                                   | Jacopa Orsini              |                            |  |  |       |  |  |                                       |  |  |                                       |  |
|                                                 | Giovanni Battista dell'Anguillara | Giuliano dell'Anguillara   |                            |  |  |       |  |  |                                       |  |  |                                       |  |
|                                                 | Giovanni Battista dell'Anguillara | Giuliano dell'Anguillara   |                            |  |  |       |  |  |                                       |  |  |                                       |  |
|                                                 | Giovanni Battista dell'Anguillara | Maddalena Liviana          |                            |  |  |       |  |  |                                       |  |  |                                       |  |
| Flaminio dell'Anguillara, signore di Stabbia    | Giovanni Battista dell'Anguillara |                            |                            |  |  |       |  |  |                                       |  |  |                                       |  |
|                                                 |                                   | Lucrezia Orsini            | ?                          |  |  |       |  |  |                                       |  |  |                                       |  |
|                                                 |                                   | Lucrezia Orsini            | ?                          |  |  |       |  |  |                                       |  |  |                                       |  |
|                                                 |                                   | Lucrezia Orsini            | ?                          |  |  |       |  |  |                                       |  |  |                                       |  |
| Lucrezia dell'Anguillara                        |                                   | Lucrezia Orsini            |                            |  |  |       |  |  |                                       |  |  |                                       |  |
|                                                 |                                   | Filippo Strozzi il Giovane | Filippo Strozzi il Vecchio |  |  |       |  |  |                                       |  |  |                                       |  |
|                                                 |                                   | Filippo Strozzi il Giovane | Filippo Strozzi il Vecchio |  |  |       |  |  |                                       |  |  |                                       |  |
|                                                 |                                   | Filippo Strozzi il Giovane | Selvaggia Gianfigliazzi    |  |  |       |  |  |                                       |  |  |                                       |  |
| Maddalena Strozzi                               |                                   | Filippo Strozzi il Giovane |                            |  |  |       |  |  |                                       |  |  |                                       |  |
|                                                 |                                   | Clarice de' Medici         | Piero il Fatuo             |  |  |       |  |  |                                       |  |  |                                       |  |
|                                                 |                                   | Clarice de' Medici         | Piero il Fatuo             |  |  |       |  |  |                                       |  |  |                                       |  |
|                                                 |                                   | Clarice de' Medici         | Alfonsina Orsini           |  |  |       |  |  |                                       |  |  |                                       |  |
|                                                 |                                   | Clarice de' Medici         |                            |  |  |       |  |  |                                       |  |  |                                       |  |